# Danh sách tập phim Wizards of Waverly Place
Dưới đây là danh sách các tập phim của Disney Channel Original Series, Wizards of Waverly Place. Loạt phim ra mắt vào ngày 12 tháng 10 năm 2007 và kết thúc vào ngày 6 tháng 1 năm 2012 với 4 mùa phim, 106 tập phim cùng với một tập đặc biệt dài một tiếng đòng hồ phát sóng vào ngày 15 tháng 3 năm 2013.
Loạt phim xoay quanh Alex Russo (Selena Gomez), một nữ phù thủy thiếu niên đang phải cạnh tranh với hai anh em của mình là Justin (David Henrie) và Max (Jake T. Austin) để trở thành phù thủy duy nhất của gia đình có thể giữ được quyền năng của mình.

## Tổng quan về loạt phim
| Mùa | Mùa      | Số tập   | Ngày phát sóng (Mỹ)  | Ngày phát sóng (Mỹ)  |
| Mùa | Mùa      | Số tập   | Ra mắt mùa           | Kết thúc mùa         |
| --- | -------- | -------- | -------------------- | -------------------- |
|     | 1        | 21       | 12 tháng 10 năm 2007 | 31 tháng 8 năm 2008  |
|     | 2        | 30       | 12 tháng 9 năm 2008  | 21 tháng 8 năm 2009  |
|     | Phim     | Phim     | 28 tháng 8 năm 2009  | 28 tháng 8 năm 2009  |
|     | 3        | 28       | 9 tháng 10 năm 2009  | 15 tháng 10 năm 2010 |
|     | 4        | 27       | 12 tháng 11 năm 2010 | 6 tháng 1 năm 2012   |
|     | Đặc biệt | Đặc biệt | 15 tháng 3 năm 2013  | 15 tháng 3 năm 2013  |

## Danh sách các tập phim

### Mùa 1 (2007/08)
| Series # | Tập # | Tên                                                                                | Đạo diễn        | Biên kịch                                  | Ngày phát sóng (tại Mĩ) | Mã sản xuất |
| -------- | ----- | ---------------------------------------------------------------------------------- | --------------- | ------------------------------------------ | ----------------------- | ----------- |
| 1        | 1     | "Crazy 10-Minute Sale"                                                             | Fred Savage     | Todd J. Greenwald                          | 12 tháng 10 năm 2007    | 102         |
| 2        | 2     | "First Kiss"                                                                       | Joe Regalbuto   | Vince Cheung and Ben Montanio              | 19 tháng 10 năm 2007    | 104         |
| 3        | 3     | "I Almost Drowned in a Chocolate Fountain"                                         | Joe Regalbuto   | Gigi McCreery & Perry Rein                 | 26 tháng 10 năm 2007    | 105         |
| 4        | 4     | "New Employee"                                                                     | Robert Berlin   | Peter Murrieta                             | 2 tháng 11 năm 2007     | 107         |
| 5        | 5     | "Disenchanted Evening"                                                             | Mark Cendrowski | Jack Sanderson                             | 9 tháng 11 năm 2007     | 114         |
| 6        | 6     | "You Can't Always Get What You Carpet" "The First Carpet Driving Lesson (România)" | Fred Savage     | Peter Murrieta                             | 10 tháng 11 năm 2007    | 101         |
| 7        | 7     | "Alex's Choice"                                                                    | Bob Berlinger   | Matt Goldman                               | 16 tháng 11 năm 2007    | 109         |
| 8        | 8     | "Curb Your Dragon"                                                                 | Bob Berlinger   | Gigi McCreery & Perry Rein                 | 30 tháng 11 năm 2007    | 108         |
| 9        | 9     | "Movies"                                                                           | Mark Cendrowski | Justin Varava                              | 14 tháng 12 năm 2007    | 113         |
| 10       | 10    | "Pop Me and We Both Go Down"                                                       | Bob Berlinger   | Vince Cheung & Ben Montanio                | 6 tháng 1 năm 2008      | 103         |
| 11       | 11    | "Potion Commotion"                                                                 | Bob Berlinger   | Todd J. Greenwald                          | 10 tháng 2 năm 2008     | 110         |
| 12       | 12    | "Justin's Little Sister"                                                           | Andrew Tsao     | Eve Weston                                 | 9 tháng 3 năm 2008      | 117         |
| 13       | 13    | "Wizard School, Part 1"                                                            | Mark Cendrowski | Vince Cheung & Ben Montanio                | 6 tháng 4 năm 2008      | 111         |
| 14       | 14    | "Wizard School, Part 2"                                                            | Mark Cendrowski | Gigi McCreery & Perry Rein                 | 6 tháng 4 năm 2008      | 112         |
| 15       | 15    | "The Supernatural"                                                                 | Mark Cendrowski | Matt Goldman                               | 18 tháng 5 năm 2008     | 115         |
| 16       | 16    | "Alex in the Middle"                                                               | Bob Berlinger   | Matt Goldman                               | 15 tháng 6 năm 2008     | 106         |
| 17       | 17    | "Report Card"                                                                      | Andrew Tsao     | Gigi McCreery, Perry Rein & Peter Murrieta | 29 tháng 6 năm 2008     | 118         |
| 18       | 18    | "Credit Check"                                                                     | Fred Savage     | Todd J. Greenwald                          | 6 tháng 7 năm 2008      | 121         |
| 19       | 19    | "Alex's Spring Fling"                                                              | Victor Gonzalez | Matt Goldman                               | 20 tháng 7 năm 2008     | 119         |
| 20       | 20    | "Quinceañera"                                                                      | Victor Gonzalez | Gigi McCreery & Perry Rein                 | 10 tháng 8 năm 2008     | 116         |
| 21       | 21    | "Art Museum Piece"                                                                 | Victor Gonzalez | Vince Cheung & Ben Montanio                | 31 tháng 8 năm 2008     | 120         |

### Mùa 2 (2008/09)
| Series # | Tập # | Tên                                                                                 | Đạo diễn        | Biên kịch                     | Ngày phát sóng (tại Mĩ) | Mã sản xuất |
| -------- | ----- | ----------------------------------------------------------------------------------- | --------------- | ----------------------------- | ----------------------- | ----------- |
| 22       | 1     | "Smarty Pants"                                                                      | Victor Gonzalez | Todd J. Greenwald             | 12 tháng 9 năm 2008     | 201         |
| 23       | 2     | "Beware Wolf"                                                                       | Victor Gonzalez | Vince Cheung and Ben Montanio | 21 tháng 9 năm 2008     | 202         |
| 24       | 3     | "Graphic Novel"                                                                     | Mark Cendrowski | Gigi McCreery & Perry Rein    | 5 tháng 10 năm 2008     | 203         |
| 25       | 4     | "Racing"                                                                            | Victor Gonzalez | Justine Bateman               | 12 tháng 10 năm 2008    | 204         |
| 26       | 5     | "Alex's Brother, Maximan"                                                           | Victor Gonzalez | Matt Goldman                  | 19 tháng 10 năm 2008    | 205         |
| 27       | 6     | "Saving WizTech, Part 1"                                                            | Bob Berlinger   | Peter Murrieta                | 26 tháng 10 năm 2008    | 208         |
| 28       | 7     | "Saving WizTech, Part 2"                                                            | Bob Berlinger   | Peter Murrieta                | 26 tháng 10 năm 2008    | 209         |
| 29       | 8     | "Harper Knows" "A Wizard Outing (Alternative)"                                      | Victor Gonzalez | Gigi McCreery & Perry Rein    | 23 tháng 11 năm 2008    | 206         |
| 30       | 9     | "Taxi Dance"                                                                        | Mark Cendrowski | Peter Murrieta                | 7 tháng 12 năm 2008     | 207         |
| 31       | 10    | "Baby Cupid"                                                                        | Bob Berlinger   | Vince Cheung & Ben Montanio   | 14 tháng 12 năm 2008    | 210         |
| 32       | 11    | "Make It Happen" "Plan B (Alternative)"                                             | Bob Koherr      | Justin Varava                 | 1 tháng 1 năm 2009      | 211         |
| 33       | 12    | "Fairy Tale"                                                                        | Bob Koherr      | Gigi McCreery & Perry Rein    | 25 tháng 1 năm 2009     | 213         |
| 34       | 13    | "Fashion Week"                                                                      | Victor Gonzalez | Todd J. Greenwald             | 15 tháng 2 năm 2009     | 215         |
| 35       | 14    | "Helping Hand"                                                                      | Bob Koherr      | Jay Baxter & Shaun Zaken      | 16 tháng 2 năm 2009     | 217         |
| 36       | 15    | "Art Teacher"                                                                       | Victor Gonzalez | Todd J. Greenwald             | 1 tháng 3 năm 2009      | 214         |
| 37       | 16    | "Future Harper"                                                                     | Bob Koherr      | Matt Goldman & Peter Murrieta | 15 tháng 3 năm 2009     | 212         |
| 38       | 17    | "Alex Does Good"                                                                    | Guy Distad      | Vince Cheung & Ben Montanio   | 5 tháng 4 năm 2009      | 219         |
| 39       | 18    | "Hugh's Not Normous"                                                                | Ken Ceizler     | Justin Varava                 | 12 tháng 4 năm 2009     | 216         |
| 40       | 19    | "Don't Rain On Justin's Parade - Earth"                                             | Bob Koherr      | Richard Goodman               | 19 tháng 4 năm 2009     | 227         |
| 41       | 20    | "Family Game Night"                                                                 | Bob Koherr      | Gigi McCreery & Perry Rein    | 26 tháng 4 năm 2009     | 218         |
| 42       | 21    | "Justin's New Girlfriend"                                                           | Victor Gonzalez | Richard Goodman               | 2 tháng 5 năm 2009      | 221         |
| 43       | 22    | "My Tutor, Tutor" "Don't Poke the Leprechaun-Shillelagh "                           | David DeLuise   | Vince Cheung & Ben Montanio   | 29 tháng 5 năm 2009     | 226         |
| 44       | 23    | "Paint By Committee"                                                                | Bob Koherr      | Peter Dirksen                 | 26 tháng 6 năm 2009     | 229         |
| 45       | 24    | "Wizard for a Day"                                                                  | Bob Koherr      | Justin Varava                 | 10 tháng 7 năm 2009     | 230         |
| 46       | 25    | "Cast-Away (To Another Show)" "(Part one of "Wizards on Deck with Hannah Montana")" | Victor Gonzalez | Peter Murrieta                | 17 tháng 7 năm 2009     | 220         |
| 47       | 26    | "Wizards vs. Vampires on Waverly Place" "Justin & Juliet "                          | Victor Gonzalez | Peter Murrieta                | 24 tháng 7 năm 2009     | 223         |
| 48       | 27    | "Wizards vs. Vampires: Tasty Bites" "Healthy Eating (Alternative)"                  | Mark Cendrowski | Justin Varava                 | 31 tháng 7 năm 2009     | 224         |
| 49       | 28    | "Wizards vs. Vampires: Dream Date" "Wake Up, Break Up, Shake Up (Alternative)"      | Bob Koherr      | Gigi McCreery & Perry Rein    | 7 tháng 8 năm 2009      | 225         |
| 50       | 29    | "Wizards & Vampires vs. Zombies" "No Fear (Alternative)"                            | Victor Gonzalez | Gigi McCreery & Perry Rein    | 8 tháng 8 năm 2009      | 228         |
| 51       | 30    | "Retest"                                                                            | Victor Gonzalez | Todd J. Greenwald             | 21 tháng 8 năm 2009     | 222         |

### Phim
| Tên                                 | Đạo diễn     | Biên kịch     | Lượt xem ở Mỹ (triệu) | Ngày phát sóng (Mỹ) |
| ----------------------------------- | ------------ | ------------- | --------------------- | ------------------- |
| Wizards of Waverly Place: The Movie | Lev L. Spiro | Dan Berendsen | 11.4                  | 28 tháng 8 năm 2009 |

### Mùa 3 (2009–10)
| Series # | Tập # | Tên                                                                                | Đạo diễn          | Biên kịch                                                   | Ngày phát sóng (tại Mĩ) | Mã sản xuất |
| -------- | ----- | ---------------------------------------------------------------------------------- | ----------------- | ----------------------------------------------------------- | ----------------------- | ----------- |
| 52       | 1     | "Franken Girl"                                                                     | Bob Koherr        | Peter Murrieta                                              | 9 tháng 10 năm 2009     | 301         |
| 53       | 2     | "Halloween"                                                                        | Bob Koherr        | Todd J. Greenwald                                           | 16 tháng 10 năm 2009    | 302         |
| 54       | 3     | "Monster Hunter"                                                                   | Bob Koherr        | Richard Goodman                                             | 23 tháng 10 năm 2009    | 303         |
| 55       | 4     | "Three Monsters"                                                                   | Victor Gonzalez   | Justin Varava                                               | 30 tháng 10 năm 2009    | 304         |
| 56       | 5     | "Night at the Lazerama"                                                            | Victor Gonzalez   | Peter Murrieta                                              | 6 tháng 11 năm 2009     | 306         |
| 57       | 6     | "Doll House"                                                                       | Jean Sagal        | Vince Cheung & Ben Montanio                                 | 20 tháng 11 năm 2009    | 305         |
| 58       | 7     | "Marathoner Harper" "Marathoner Helper"                                            | Victor Gonzalez   | Vince Cheung & Ben Montanio                                 | 4 tháng 12 năm 2009     | 307         |
| 59       | 8     | "Alex Charms a Boy" "You Muse, You Lose (United Kingdom)"                          | Bob Koherr        | Peter Murrieta                                              | 15 tháng 1 năm 2010     | 313         |
| 60       | 9     | "Wizards vs. Werewolves"                                                           | Victor Gonzalez   | Vince Cheung & Ben Montanio and Gigi McCreery & Perry Rein  | 22 tháng 1 năm 2010     | 314-315     |
| 61       | 10    | "Positive Alex"                                                                    | Victor Gonzalez   | Gigi McCreery & Perry Rein                                  | 26 tháng 2 năm 2010     | 308         |
| 62       | 11    | "Detention Election"                                                               | Bob Koherr        | Gigi McCreery & Perry Rein                                  | 19 tháng 3 năm 2010     | 309         |
| 63       | 12    | "Dude Looks Like Shakira"                                                          | Victor Gonzalez   | Peter Murrieta                                              | 16 tháng 4 năm 2010     | 317         |
| 64       | 13    | "Eat to the Beat"                                                                  | Guy Distad        | Richard Goodman                                             | 30 tháng 4 năm 2010     | 310         |
| 65       | 14    | "Third Wheel"                                                                      | Robbie Countryman | Justin Varava                                               | 30 tháng 4 năm 2010     | 311         |
| 66       | 15    | "The Good, the Bad, and the Alex"                                                  | Victor Gonzalez   | Todd J. Greenwald                                           | 7 tháng 5 năm 2010      | 312         |
| 67       | 16    | "Western Show"                                                                     | Bob Koherr        | Justin Varava                                               | 14 tháng 5 năm 2010     | 316         |
| 68       | 17    | "Alex's Logo"                                                                      | David DeLuise     | David Henrie                                                | 21 tháng 5 năm 2010     | 318         |
| 69       | 18    | "Dad's Buggin' Out"                                                                | Guy Distad        | Todd J. Greenwald                                           | 4 tháng 6 năm 2010      | 319         |
| 70       | 19    | "Max's Secret Girlfriend"                                                          | Bob Koherr        | Gigi McCreery & Perry Rein                                  | 11 tháng 6 năm 2010     | 321         |
| 71       | 20    | "Alex Russo, Matchmaker?"                                                          | David DeLuise     | Vince Cheung & Ben Montanio                                 | 2 tháng 7 năm 2010      | 322         |
| 72       | 21    | "Delinquent Justin"                                                                | Mary Lou Belli    | Justin Varava                                               | 16 tháng 7 năm 2010     | 323         |
| 73       | 22    | "Captain Jim Bob Sherwood"                                                         | Jean Sagal        | Richard Goodman                                             | 23 tháng 7 năm 2010     | 320         |
| 74       | 23    | "Wizards vs. Finkles"                                                              | Victor Gonzalez   | Peter Dirksen                                               | 30 tháng 7 năm 2010     | 325         |
| 75       | 24    | "All About You-Niverse" "Alex Through the Looking Glass (Nga)"                     | Bob Koherr        | Marcus Alexander Hart                                       | 20 tháng 8 năm 2010     | 326         |
| 76       | 25    | "Uncle Ernesto"                                                                    | Bob Koherr        | Todd J. Greenwald                                           | 27 tháng 8 năm 2010     | 327         |
| 77       | 26    | "Moving On"                                                                        | Robbie Countryman | Peter Murrieta                                              | 10 tháng 9 năm 2010     | 324         |
| 78       | 27    | "Wizards Unleashed" "Alex Saves Mason (Alternative) / Puppy Love (United Kingdom)" | Victor Gonzalez   | Vince Cheung & Ben Montanio (Part 1) Justin Varava (Part 2) | 1 tháng 10 năm 2010     | 328-329     |
| 79       | 28    | "Wizards Exposed"                                                                  | Bob Koherr        | Richard Goodman                                             | 15 tháng 10 năm 2010    | 330         |

### Mùa 4 (2010–12)
| Series # | Tập # | Tên                              | Đạo diễn           | Biên kịch                                                         | Ngày phát sóng (tại Mĩ) | Mã sản xuất |
| -------- | ----- | -------------------------------- | ------------------ | ----------------------------------------------------------------- | ----------------------- | ----------- |
| 80       | 1     | "Alex Tells the World"           | Victor Gonzalez    | Gigi McCreery & Perry Rein                                        | 12 tháng 11 năm 2010    | 401         |
| 81       | 2     | "Alex Gives Up"                  | Victor Gonzalez    | Todd J. Greenwald                                                 | 27 tháng 11 năm 2010    | 402         |
| 82       | 3     | "Lucky Charmed"                  | Victor Gonzalez    | Justin Varava                                                     | 10 tháng 12 năm 2010    | 403         |
| 83       | 4     | "Journey to the Center of Mason" | Robbie Countryman  | Peter Dirksen                                                     | 17 tháng 12 năm 2010    | 404         |
| 84       | 5     | "Three Maxes and a Little Lady"  | Victor Gonzalez    | Richard Goodman                                                   | 7 tháng 1 năm 2011      | 405         |
| 85       | 6     | "Daddy's Little Girl"            | Robbie Countryman  | Gigi McCreery & Perry Rein                                        | 21 tháng 1 năm 2011     | 406         |
| 86       | 7     | "Everything's Rosie for Justin"  | Victor Gonzalez    | Justin Varava                                                     | 4 tháng 2 năm 2011      | 407         |
| 87       | 8     | "Dancing with Angels"            | Victor Gonzalez    | Richard Goodman                                                   | 11 tháng 2 năm 2011     | 408         |
| 88       | 9     | "Wizards vs. Angels"             | Victor Gonzalez    | Richard Goodman                                                   | 18 tháng 2 năm 2011     | 409-410     |
| 89       | 10    | "Back To Max"                    | Guy Distad         | Todd J. Greenwald                                                 | 11 tháng 3 năm 2011     | 411         |
| 90       | 11    | "Zeke Finds Out"                 | David DeLuise      | Peter Dirksen                                                     | 8 tháng 4 năm 2011      | 412         |
| 91       | 12    | "Magic Unmasked"                 | David DeLuise      | Justin Varava                                                     | 13 tháng 5 năm 2011     | 413         |
| 92       | 13    | "Meet the Werewolves"            | Victor Gonzalez    | David Henrie                                                      | 17 tháng 6 năm 2011     | 415         |
| 93       | 14    | "Beast Tamer"                    | Victor Gonzalez    | Gigi McCreery & Perry Rein                                        | 24 tháng 6 năm 2011     | 416         |
| 94       | 15    | "Wizard of the Year"             | Victor Gonzalez    | Richard Goodman                                                   | 8 tháng 7 năm 2011      | 417         |
| 95       | 16    | "Misfortune at the Beach"        | Jody Margolin Hahn | Vince Cheung & Ben Montanio                                       | 24 tháng 7 năm 2011     | 420         |
| 96       | 17    | "Wizards vs. Asteroid"           | Victor Gonzalez    | Peter Dirksen                                                     | 19 tháng 8 năm 2011     | 418         |
| 97       | 18    | "Justin's Back In"               | Guy Distad         | Todd J. Greenwald                                                 | 26 tháng 8 năm 2011     | 419         |
| 98       | 19    | "Alex the Puppetmaster"          | Victor Gonzalez    | Gigi McCreery & Perry Rein                                        | 16 tháng 9 năm 2011     | 421         |
| 99       | 20    | "My Two Harpers"                 | Victor Gonzalez    | Manny Basanese                                                    | 30 tháng 9 năm 2011     | 422         |
| 100      | 21    | "Rock Around the Clock"          | Guy Distad         | Justin Varava                                                     | 7 tháng 10 năm 2011     | 423         |
| 101      | 22    | "Wizards in Apt. 13B"            | David DeLuise      | Richard Goodman                                                   | 14 tháng 10 năm 2011    | 424         |
| 102      | 23    | "Ghost Roommate"                 | Victor Gonzalez    | Peter Dirksen                                                     | 21 tháng 10 năm 2011    | 425         |
| 103      | 24    | "Get Along, Little Zombie"       | Victor Gonzalez    | Gigi McCreery & Perry Rein                                        | 28 tháng 10 năm 2011    | 426         |
| 104      | 25    | "Rock Around the Clock"          | Guy Distad         | Robert Boesel                                                     | 4 tháng 11 năm 2011     | 414         |
| 105      | 26    | "Harperella"                     | Victor Gonzalez    | Richard Goodman & Justin Varava                                   | 18 tháng 11 năm 2011    | 427         |
| 106      | 27    | "Who Will Be the Family Wizard"  | Victor Gonzalez    | Vince Cheung & Ben Montanio (phần 1) - Todd J. Greenwald (phần 2) | 6 tháng 1 năm 2012      | 428-429     |

### Đặc biệt
| Tên                                 | Đạo diễn        | Biên kịch                                  | Lượt xem ở Mỹ (triệu) | Ngày phát sóng (Mỹ) |
| ----------------------------------- | --------------- | ------------------------------------------ | --------------------- | ------------------- |
| "The Wizards Return: Alex vs. Alex" | Victor Gonzalez | Vince Cheung, Ben Montanio & Dan Berendsen | 5.9                   | 15 tháng 3 năm 2013 |